# Capp FM
Capp FM est une station de radio généraliste privée située dans la ville de Cotonou, département du Littoral. Créée en 06 octobre 1998, par le Centre Africain de la Pensée Positive(CAPP), elle diffuse ses programmes sur la fréquence 99.6 MHz en bande FM,.

## Histoire
La Capp FM a été créée par le Centre Africain de la Pensée Positive(CAPP) en 1998 à Cotonou, une commune du Bénin située dans le département du Littoral.

## Diffusion
Les programmes de Capp FM sont diffusés en bande FM sur la fréquence 99.6 MHz dans le sud du Bénin. Elle diffuse également des divertissements et des informations locales sur certaines plateformes de streaming,,.

## Émission
- Parole de Jeunes
- Décryptage
- Revue de presse fon
- Tribune libre

## Voir